# Leicestershire & Northants League 1895-96
Leicestershire & Northants League 1895–96 var den anden sæson af den engelske fodboldliga Leicestershire & Northants League. Ligaen havde deltagelse af 9 hold, der spillede en dobbeltturnering alle-mod-alle. Turneringen blev vundet af Leicester Fosse FC Reserves, som dermed vandt ligaen for anden gang.
Kilderne er uening om ligaen fortsatte under et nyt navn, Leicestershire Senior League, eller om Leicestershire Senior League var en nyoprettet liga, der overtog seks hold fra Leicestershire & Northants League.

## Resultater

### Division One
| Nr | Hold                          | K  | V  | U | T  | Mf |   | Mi | +/-   | P                                                  |
| -- | ----------------------------- | -- | -- | - | -- | -- | - | -- | ----- | -------------------------------------------------- |
| 1  | Leicester Fosse FC Reserves   | 16 | 11 | 3 | 2  | 45 | – | 14 | 3.214 | 25Fortsatte i Leicestershire Senior League 1896-97 |
| 2  | Finedon Revellers FC          | 16 | 10 | 2 | 4  | 36 | – | 20 | 1.8   | 22Forlod ligaen efter sæsonen                      |
| 3  | Coalville Town FC (ny)        | 15 | 9  | 2 | 4  | 25 | – | 15 | 1.667 | 20Fortsatte i Leicestershire Senior League 1896-97 |
| 4  | Loughborough Athletic FC      | 16 | 8  | 1 | 7  | 29 | – | 30 | 0.967 | 17Fortsatte i Leicestershire Senior League 1896-97 |
| 5  | Rushden Town FC Reserves (ny) | 16 | 10 | 2 | 4  | 41 | – | 31 | 1.323 | 16Forlod ligaen efter sæsonen                      |
| 6  | Kettering Town FC Reserves    | 16 | 8  | 0 | 8  | 32 | – | 27 | 1.185 | 16Forlod ligaen efter sæsonen                      |
| 7  | Hinckley Town FC              | 16 | 6  | 2 | 8  | 24 | – | 26 | 0.923 | 14Fortsatte i Leicestershire Senior League 1896-97 |
| 8  | Hugglescote Robin Hoods FC    | 15 | 3  | 0 | 12 | 16 | – | 41 | 0.39  | 6Fortsatte i Leicestershire Senior League 1896-97  |
| 9  | Shepshed Town FC              | 14 | 1  | 2 | 11 | 9  | – | 53 | 0.17  | 4Fortsatte i Leicestershire Senior League 1896-97  |

 K: Kampe spillet, V: Vundne kampe, U: Uafgjorte kampe, T: Tabte kampe, Mf: Mål for, Mi: Mål imod, +/-: Målkvotient, P: Point